# Manuel Antônio de Oliveira Lopes
Dom Manuel Antonio de Oliveira Lopes (São Gonçalo dos Campos, 2 de outubro de 1861 — 27 de julho de 1922) foi o segundo bispo de Alagoas e primeiro arcebispo de Maceió, de 1911 até 1923.